# راه فراری نیست (فیلم ۱۹۹۴)
راه فراری نیست (به انگلیسی: No Escape) که در ایران با عنوان فرار از آبسلوم شناخته شده‌است، نام یک فیلم اکشن و علمی تخیلی به کارگردانی مارتین کمبل با بازی ری لیوتا، لانس هنریکسن، استوارت ویلسون، کوین دیلون، مایکل لرنر و ارنی هادسون است. این فیلم بر اساس رمان سال ۱۹۸۷ بنام (مستعمره کیفری، Coloy Penal Colony) اثر ریچارد هرلی ساخته شده‌است.